# Miyoshi (Hiroshima)
Miyoshi (三次市, Miyoshi-shi) és una ciutat de la prefectura d'Hiroshima, al Japó. El març de 2016 tenia una població estimada de 54.531 habitants. Té una àrea total de 778 km².
Està situada a la part nord de la prefectura d'Hiroshima, fent frontera amb la prefectura de Shimane pel nord-oest. El riu Gōnokawa creua la ciutat de nord a sud. Fou fundada el 31 de març de 1954. L'1 d'abril de 2004, Miyoshi absorbí els pobles de Kisa, Mirasaka i Miwa, i les viles de Funo, Kimita i Sakugi del districte de Futami, i el poble de Kōnu del districte de Kōnu. El districte de Futami fou dissolt conseqüentment.